# أورفيل هيكمان براوننج
أورفيل هيكمان براوننج (بالإنجليزية: Orville Hickman Browning) (و. 1806 – 1881 م) هو سياسي، ومحامي من الولايات المتحدة كان نشطا في حزب الويغ والحزب الجمهوري. وعرف بخدمته في مجلس الشيوخ وشغله منصب وزير الداخلية الأمريكي.
ولد في براوننج كينثيانا في كنتاكي. وتدرب على المحاماة، واستقر في إلينوي حيث خدم في الميليشيا خلال حرب بلاك هوك، وأثبت نفسه كمحامي ناجح، واشترك في السياسة ضمن حزب الويغ. خدم في مجلس الشيوخ ومجلس النواب داخل ولاية إلينوي، وترشح دون نجاح لمجلس النواب الأمريكي. تم حل حزب الويغ في منتصف عقد 1850 وتشكل مكانه الحزب الجمهوري باعتباره الحزب الرئيسي لمناهضة العبودية في البلاد، وشارك براوننج في المؤتمر الذي نظم الحزب في إلينوي.
في عام 1861، تم تعيين براوننج في مقعد مجلس الشيوخ الأمريكي الذي أصبح شاغرا بسبب وفاة ستيفن أ. دوغلاس؛ وخدم فيه حتى يناير 1863، واستأنف بعد ذلك ممارسة القانون. وبعد وفاة أبراهام لينكون، أصبح براوننج مؤيدا لأندرو جونسون؛ وفي عام 1866، قام جونسون بتعيين براوننج في منصب وزير الداخلية الأمريكي، وشغل براوننج هذا المنصب حتى نهاية رئاسة جونسون في مارس 1869.
مارس براوننج القانون في واشنطن العاصمة وإيلينوي بعد مغادرة منصبه. وكان مرشحا ديمقراطيا ناجحا لمندوب المؤتمر الدستوري من إلينوي 1869-1870. توفي في كوينسي في إلينوي في 1881.